# Waldhügel

Der Waldhügel ist ein Höhenzug im Süden der Stadt Rheine. Er zieht sich von der Ems in westliche Richtung und geht in den Thieberg über. Auf dem höchsten Punkt des Waldhügels (94 m ü. NN) befindet sich der Trinkwasserhochbehälter der Stadt Rheine. 

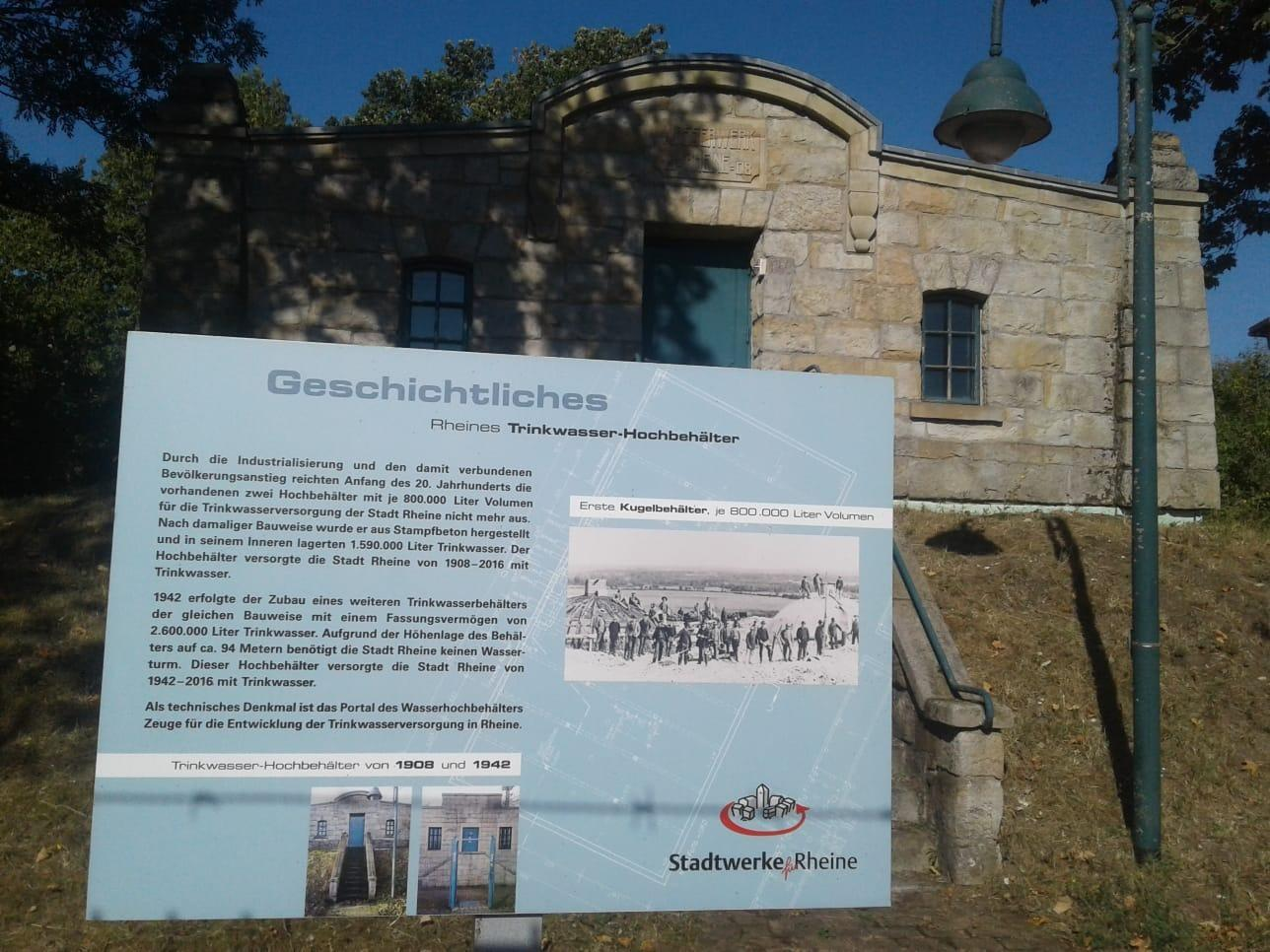
Ehemaliger Trinkwasser-Hochbehälter der Stadt Rheine, unmittelbar daneben befindet sich ein neuer Hochbehälter

 Der Waldhügel besteht aus Kalkgestein das seit langem in Steinbrüchen abgebaut wird.

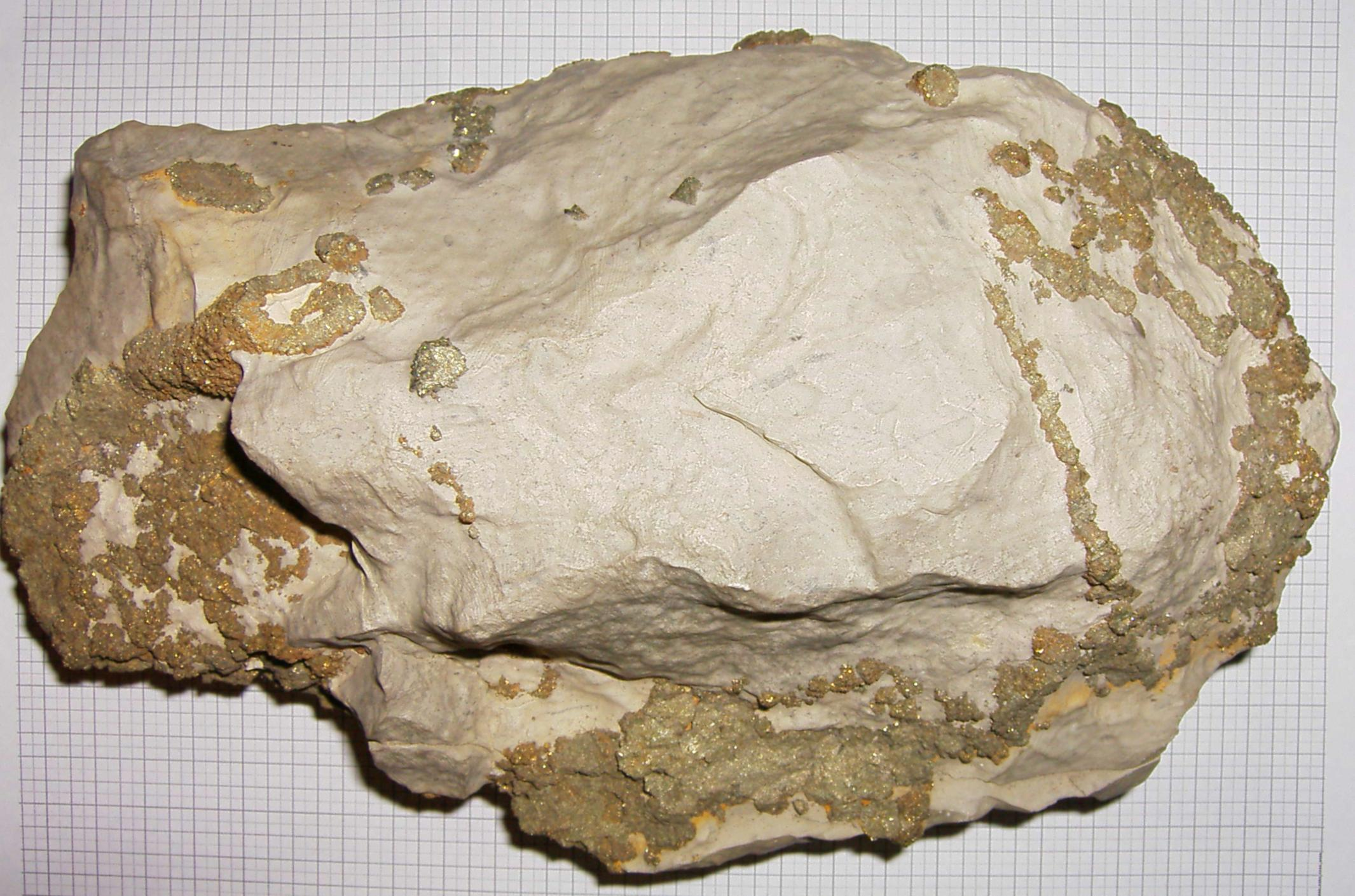
Von Pyritadern durchzogener Kalkstein aus dem Steinbruch der Firma Middel

Teile der Gruben wurden als Bauschuttdeponie genutzt.

## Naturschutzgebiet
Stillgelegte Steinbrüche sind Teil des Naturschutzgebiets Waldhügel. Das Gebiet erstreckt sich südlich der Kernstadt Rheine und südlich von Dorenkamp, einem Stadtteil von Rheine. Westlich verläuft die B 70, östlich verläuft die B 481 und fließt die Ems.

### Bedeutung
Für Rheine ist seit 1994 ein 50,84 ha großes Gebiet unter der Kenn-Nummer ST-093 als Naturschutzgebiet ausgewiesen.